# 2013年坦帕市地陷
2013年坦帕市地陷是在美國佛羅里達州坦帕市郊區一間民宅內出現的一個寬20至30米、深約30米的地陷，吞噬了一名正在睡覺的男子。經搶救無果後，當局政府拆除所在民宅，並將地陷填平。
在事件發生兩年後的2015年，於當初事發的同一地點，又出現了一個地陷。

## 成因
美國佛羅里達州為地陷的異常頻發地帶。佛州環保局稱該州位於石灰石或其他碳酸岩石構成的基岩上，在經過酸性地下水腐蝕後，就容易被溶解、形成空隙，而造成了地陷的發生。

## 事件關係人
- 傑夫·布什（Jeff Bush）；36歲的景觀設計師，為事件的死者，事發當時正在自己的臥室裡[1]。
- 傑瑞米·布什（Jeremy Bush）；傑夫的弟弟，試圖救出陷入地陷的哥哥；事發當時他的未婚妻瑞秋·維克（Rachel Wicker）、岳父及兩歲的女兒也在室內[4][5]。

## 事件經過
該地陷發生於2013年2月28日晚間11時，坦帕市郊區一間建於20世紀70年代的民宅內。當時屋內的一家人正要就寢，卻突然間傳出一聲像是汽車撞到房屋的巨響及傑夫的尖叫，傑夫的弟弟傑瑞米衝進其臥室發現傑夫消失了，而屋內竟出現一個不斷擴大中的地陷；傑瑞米聽見傑夫的呼救聲，便跳進坑內用鏟子挖開瓦礫試圖救出哥哥，但他隨後被趕到的山丘鎮警官杜瓦從坑內拉出，與屋內其他人一起逃出去。警方隨即疏散周圍兩間住宅的民眾。
救援人員曾將攝影機和聲吶探測器放進深坑，嘗試搜尋傑夫，但不斷移動的地面吞沒掉了這些裝備；由於不斷崩塌的地陷十分危險，救援人員無法進入大洞搜救。希爾斯伯勒縣消防部門發言人傑西卡‧達米科表示：傑夫·布希可能已經死亡。
參與營救的工程師比爾‧布萊肯說，該地陷達寬20至30米、深約30米，是從「臥室地面開始塌陷，逐漸向外擴散」，要到周圍100米外才算安全地帶，房屋周遭的土質都極其鬆軟，情況極不穩定，他擔心整間房屋終將會陷入洞中。至3月2日，當局因擔心更多人會因此喪命，便下令中止搜救行動。
之後當局將地陷所在的房屋拆除，甚至還拆除了兩間相鄰的房屋；3月4日，在傑夫·布希家屬舉行短暫的祭奠儀式後，一家地陷處理公司用4卡車砂石填平了那個地陷。

## 事後發展
2015年8月19日，在兩年前事發的同一處又出現了一個直徑約5.2公尺、深6公尺的地陷，當地警局發言人賴瑞·麥金儂（Larry McKinnon）向媒體表示，「地陷被填平後再次塌陷的情況十分少見」；而地陷的形成原因則被認為可能跟當時連續多日的大雨有關。

直至今日，仍舊未找到傑夫•布希（Jeff Bush）的遺體。